# Riccardo Magi
Riccardo Magi (ur. 7 sierpnia 1976 w Rzymie) – włoski polityk i samorządowiec, deputowany, sekretarz krajowy Włoskich Radykałów.

## Życiorys
W 2003 ukończył studia historyczne na Uniwersytecie Rzymskim „La Sapienza”. Od 1999 pracował w wydawnictwie Nuove Edizioni Romane, a w latach 2008–2010 w jednym z przedsiębiorstw komunalnych. Zaangażował się w działalność polityczną w ramach partii Włoscy Radykałowie. W latach 2010–2012 był zatrudniony we frakcji radykałów w radzie regionalnej Lacjum.
W 2013 uzyskał mandat radnego miejskiego w Rzymie z listy Ignazia Marino, wykonując go do 2016. W 2015 objął funkcję sekretarza krajowego swojego ugrupowania, pełnił ją do 2018.
W wyborach w 2018 jako kandydat centrolewicowej koalicji został wybrany do Izby Deputowanych XVIII kadencji (reelekcja na XIX kadencję w 2022). W 2021 został przewodniczącym współtworzonej przez radykałów partii +Europa, a w 2023 objął funkcję sekretarza tego ugrupowania.